# Zastava Mestne občine Novo mesto
Zastava Mestne občine Novo mesto je pravokotne oblike v razmerju 1:2,5. Na levi strani je rumen kvadrat, na katerem je grb občine, desno od njega pa je rdeč pravokotnik z diagonalno desno rastočo belo progo v širini 1/3 višine zastave. 